# João Itiberê da Cunha
João Itiberê da Cunha, também conhecido por Jean Itiberê (Rio Branco do Sul 8 de agosto de 1870 - Rio de Janeiro, 25 de fevereiro de 1953) foi um poeta, compositor, jornalista e crítico literário e musical brasileiro. Era irmão do compositor e diplomata Brasílio Itiberê da Cunha, do sacerdote Celso Itiberê da Cunha, como também tio compositor Brasílio Itiberê da Cunha Luz.
João introduziu, na literatura paranaense (com ênfase na poesia), as ideias simbolistas europeias quando retornou da Bélgica, trazendo consigo referências de Maurice Maeterlinck, Albert Mockel e Iwan Gilkin.
Em vida, publicou somente um livro e em francês: Preludes (1890). Também se encontra colaboração da sua autoria na revista Brasil-Portugal (1899-1914).